# Colisión en la pista
Una colisión en la pista (en inglés: Runway incursion) es una de las causas de los accidentes de aviación en el cual hay una aeronave, maquinaria, vehículos o incluso personal de un aeropuerto en una pista que está siendo utilizada por otra aeronave provocando una colisión, ya sea en el despegue o en el aterrizaje. Actualmente, se utilizan comúnmente diversas tecnologías y procesos de seguridad en una pista para reducir el riesgo y la pérdida de vidas.

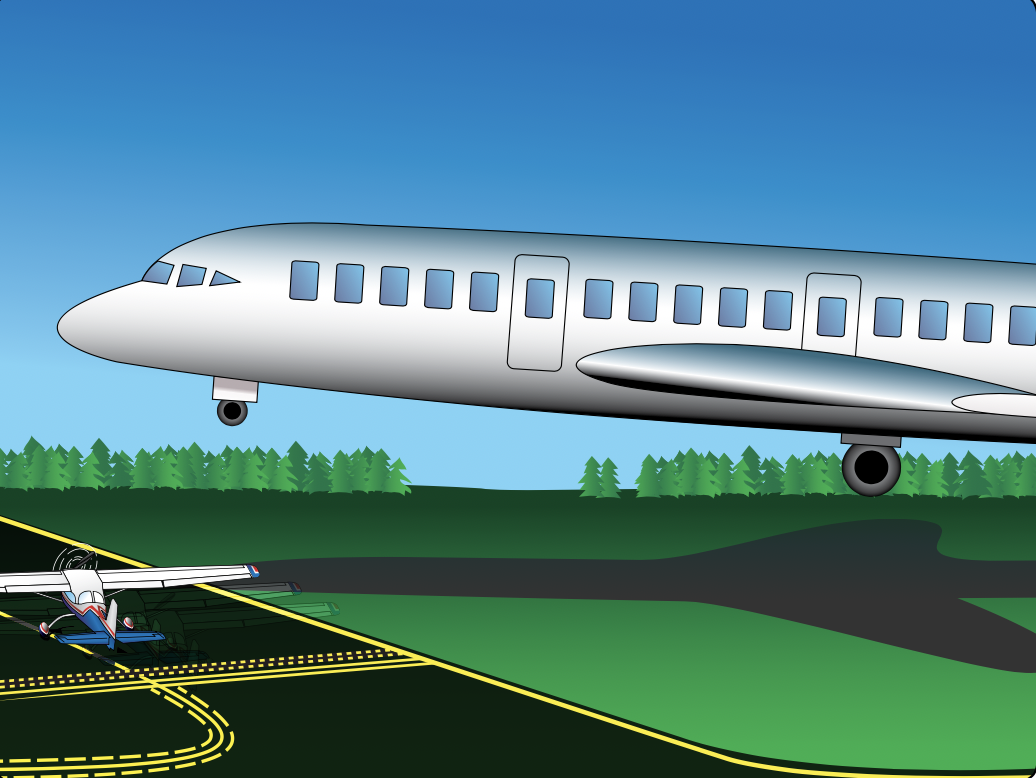
Recreación de una colisión en la pista

## Categorías
En los Estados Unidos, la Administración Federal de Aviación (FAA) clasifica las colisiones en la pista en 3 tipos, con 5 niveles de gravedad:
| Tipos de colisiones en la pista                               | Tipos de colisiones en la pista |
| ------------------------------------------------------------- | --- |
| Incidente operativo                                           | Puede ser causado por el controlador de tránsito aéreo que da como resultado una separación menor a la mínima requerida entre dos o más aeronaves, o entre una aeronave y algún obstáculo (vehículos, maquinaria, personal del aeropuerto) en una pista o autorizar a una aeronave a despegar o aterrizar en una pista cerrada. |
| Desviación del piloto                                         | Acción del piloto que viole cualquier Reglamento Federal de Aviación, ejemplo: el piloto a cargo cruza una pista de aterrizaje sin autorización del controlador de tráfico aéreo mientras se dirige a una terminal del aeropuerto.                                                                                              |
| Desviación de vehículos o personal del aeropuerto             | Son las personas o vehículos que ingresan en cualquier parte de las áreas prohibidas en un aeropuerto (como pistas, calles de rodaje) sin autorización del control del tráfico aéreo o de un supervisor. |
| Gravedad de las colisiones en la pista (en orden descendente) | |
| Accidente                                                     | Es el resultado de una colisión en la pista que por algún motivo terminó en tragedia, también se le denominada colisión terrestre en la pista. |
| Categoría A                                                   | Un incidente grave en el que se evitó por poco una colisión. |
| Categoría B                                                   | Un incidente en el que la separación entre dos aeronaves disminuye y existe el riesgo significativo de una colisión, lo que puede resultar en una respuesta del piloto para evitar en un momento crítico una colisión. |
| Categoría C                                                   | Un incidente caracterizado por tener el tiempo o la distancia suficientes para evitar una colisión. |
| Categoría D                                                   | Incidente que cumple con la definición de posible colisión en la pista, como la presencia incorrecta de un solo vehículo/persona/aeronave en la zona prohibida de pista designada para el aterrizaje y despegue de aeronaves pero por la rápida acción del piloto se evito una colisión.                                        |

## Definición
La colisión en la pista es cualquier suceso en un aeródromo que involucra la presencia incorrecta de una aeronave, vehículo o personal del aeropuerto en una área protegida o prohibida de una superficie designada para el aterrizaje y despegue de aeronaves.

—  Organización de Aviación Civil Internacional (OACI), PANS-OPS Doc 4444, Cap.1

## Análisis para la prevención
En 1980, se había comenzado un estudio formal para conocer más los factores y las causas de las colisiones en la pista, esto debido a que habían ocurrido varios accidentes de gran importancia y una serie de colisiones fatales que implicaban a las aeronaves comerciales en un aeropuerto. Uno de los primeros informes sobre las colisiones en la pista fue publicado en 1986 por la Junta Nacional de Seguridad del Transporte (NTSB), titulado "Runway incursions at controlled airports in the United States". En el informe se citaba como ejemplo el desastre del aeropuerto de Tenerife, y posteriormente se había abierto una investigación especial:

"Para investigar las colisiones en la pista seleccionadas para determinar sus causas subyacentes y recomendar acciones correctivas apropiadas".: 1 

Después de un análisis más detallado  de 26 incidentes que involucraban una colisión en 1985, los investigadores habían recolectado una lista de conclusiones y recomendaciones de seguridad. Entre sus hallazgos estaban la necesidad de una señalización en las pistas de rodaje y la pista en sí en los aeropuertos, una mejor supervisión de los controladores de tráfico aéreo y una variedad de procedimientos de capacitación  tanto para los pilotos y los controladores. A pesar de los valiosos datos generados por la investigación, la NTSB admitió que, en ese momento:

"La magnitud del problema de una colisión en la pista no se pudo medir debido a los informes incompletos y a investigaciones de seguimiento por parte de la Administración Federal de Aviación (FAA)".: 33 

Dos años después, en 1988, la Administración Federal de Aviación (FAA)  publicó su propio informe, denominado Reducing Runway Incursions (Reducción de colisiones en la pista), con el propósito de establecer un programa integrado para prevenir a futuro las colisiones en la pista. Sus recomendaciones generales incluían:: 44–45 
- Establecer un comité directivo sobre la reducción de incursiones en la pista
- Acelerar el desarrollo y la implementación en el campo de la tecnología del Sistema de Seguridad del Área de Movimiento del aeropuerto
- Enfatizar el análisis de los factores causales relacionados con el piloto

En enero de 1991, la FAA publicó la primera edición de su llamado Plan de Prevención de Colisiones en la Pista (actualmente conocido como el Plan Nacional de Seguridad en la Pista). El documento introdujo reformas organizativas y legislativas junto con nuevas iniciativas para aprovechar la investigación sobre factores humanos, diseño, innovación tecnológica y desarrollo profesional.: 45–46  En agosto de 1992, sin embargo, un testimonio ante el Congreso de la Oficina General de Contabilidad de los Estados Unidos (GAO) criticó el presupuesto de la agencia, la implementación retrasada y la presentación de informes inadecuados de las iniciativas, especialmente su lanzamiento del radar ASDE-3 y las tecnologías del Sistema de Alerta de Tráfico y Evasión de Colisión (TCAS).
A pesar del nuevo énfasis en la prevención de las colisiones en la pista, otro accidente fatal ocurrió el 3 de diciembre de 1990, cuando ocho personas murieron después de que el vuelo 1482 y 299 de Northwest Airlines chocaron en la niebla en el Aeropuerto Metropolitano de Detroit. La NTSB determinó que la causa probable del accidente fue un error del piloto debido a errores de comunicación, una gestión inadecuada de los recursos de la tripulación (CRM) y una desorientación exacerbada por ka geometría deficiente del aeropuerto.: 79   Además, la NTSB recomendó requisitos de certificación de aeropuertos más estrictos bajo la 14 CFR Parte 139 en las áreas de iluminación y marcas/señalización visibles.  : 80 
En 2000, el Sistema de Notificación de Seguridad de la Aviación llevó a cabo una investigación sobre las colisiones en aeropuertos no controlados y sin torres de control, basándose en datos recopilados mediante entrevistas a pilotos que habían sufrido una colisión en la pista. Las entrevistas duraron entre 45 minutos y 1 hora, y los datos fueron dados de forma anónima para que la FAA los utilizara en el desarrollo de nuevas medidas de seguridad.
En 2005, la Administración Federal de Aviación (FAA) apoyo a la Organización de Aviación Civil Internacional (OACI) a crear una definición formal e internacionalmente aceptada para la colisión en la pista. La nueva información se añadió por primera vez en la decimocuarta edición del documento PANS-OPS Doc 4444, pero no fue hasta el 1 de octubre de 2007 que la FAA adoptó finalmente la definición de la OACI. Anteriormente, la FAA había afirmado que una colisión en la pista sólo incluía incidentes en los que existía un posible conflicto en el tráfico aéreo. Un evento sin un posible conflicto –como una aeronave sin autorización que cruza a una pista vacía– se había definido como un "incidente de superficie".
A partir de 2017, el último accidente fatal por una colisión en la pista que afectó a una aerolínea en los Estados Unidos fue en 2006.
Entre 2011 y 2017, se reportaron 12,857 incidentes en dónde habían objetos, vehículos u otra aeronave en una misma pista en los Estados Unidos. Entre octubre de 2016 y septiembre de 2017, se reportaron 1,341. De estos, 6 fueron clasificados en las categorías más graves A y B. 4 de estos fueron considerados incidentes de control del tráfico aéreo y 2 fueron consideradas como "desviaciones del piloto". De los 1,341 incidentes, el 66% fueron causados por desviaciones del piloto, el 17% fueron incidentes con vehículos/peatones en la pista, el 16% fueron incidentes por causa del controlador de tráfico aéreo  y el 1% fueron por  "otros" tipos de circunstancias.
Un estudio de la Administración Federal de Aviación (FAA) en septiembre de 2016 concluyó que de 361 casi colisiones en la pista eran  atribuidas a las desviaciones del piloto, el 27% se debió a que el piloto no se mantuvo en los límites de seguridad de la pista como se le había indicado y el 14,7% fueron consideradas como error del piloto. El 5% de las desviaciones del piloto se clasificaron como incumplimiento de deberes por parte del piloto a una autorización del controlador de tráfico aéreo. En el 3,4% de las desviaciones, el piloto fue el culpable de haberse salido de la pista del rodaje sin una autorización para movilizarse.
El Servicio de Informes de Seguridad de la Aviación (ASRS) de la NASA había  recibido 11.168 informes de incidentes casi provocando una colisión entre enero de 2012 y agosto de 2017, a un ritmo de aproximadamente 2000 por año. Más del 40% de los informes fueron presentados por pilotos comerciales  y el 36% por pilotos de aerolíneas. Los factores incluyeron falta de conciencia situacional, fallas en la comunicación del piloto y el controlador de tráfico aéreo, confusión del piloto, y distracción o por un error del piloto o del controlador de tráfico aéreo.